# Liste der denkmalgeschützten Objekte in Pukanec
Die Liste der denkmalgeschützten Objekte in Pukanec enthält die zehn nach slowakischen Denkmalschutzvorschriften geschützten Objekte in der Gemeinde Pukanec im Okres Levice.

## Denkmäler
| Foto |                 | Denkmal / č. ÚZPF                                             | Standort / Konskr. Nr.                                   | Offizielle Beschreibung                   | Beschreibung                            | Metadaten                                                           |
| ---- | --------------- | ------------------------------------------------------------- | -------------------------------------------------------- | ----------------------------------------- | --------------------------------------- | ------------------------------------------------------------------- |
|      | Datei hochladen | Burgmauer(sk) ObjektID: 402-1628/1                            | KG: Pukanec Konskr.Nr.:                                  |                                           |                                         | č. NKP: 402-1628/1 Stand des NKP: 2012-02-08 Name: MÚR HRADBOVÝ     |
|      | Datei hochladen | Stollen(sk) ObjektID: 402-1629/0                              | KG: Pukanec Konskr.Nr.: 773                              | Baňa na zlato,Ergi štôlňa                 | Goldbergwerk, Stollen Ergi              | č. NKP: 402-1629/0 Stand des NKP: 2012-02-08 Name: ŠTÔLŇA           |
| ja   | Datei hochladen | Figurengruppe auf Säule(sk) ObjektID: 402-2294/0              | Standort KG: Pukanec Konskr.Nr.:                         | sv.Trojica;Trojičný stĺp                  | Dreifaltigkeitssäule                    | č. NKP: 402-2294/0 Stand des NKP: 2012-02-08 Name: SÚSOŠIE NA STĹPE |
|      | Datei hochladen | Post(sk) ObjektID: 402-1632/0                                 | Červená cesta 402 KG: Pukanec Konskr.Nr.:                | Stará pošta                               | Alte Post                               | č. NKP: 402-1632/0 Stand des NKP: 2012-02-08 Name: POŠTA            |
| ja   | Datei hochladen | Rathaus(sk) ObjektID: 402-1631/0                              | Mieru nám. 11 Standort KG: Pukanec Konskr.Nr.: 6         |                                           |                                         | č. NKP: 402-1631/0 Stand des NKP: 2012-02-08 Name: RADNICA          |
| ja   | Datei hochladen | Kirche(sk) ObjektID: 402-1633/0                               | Mieru nám. 12 Standort KG: Pukanec Konskr.Nr.: 24        | r.k.sv.Mikuláša;farský kostol sv.Mikuláša | römisch-katholische Kirche St. Nikolaus | č. NKP: 402-1633/0 Stand des NKP: 2012-02-08 Name: KOSTOL           |
| ja   | Datei hochladen | Schule(sk) ObjektID: 402-2282/0                               | Mieru nám. 60 Standort KG: Pukanec Konskr.Nr.: 48        | chodbová,solitér;                         |                                         | č. NKP: 402-2282/0 Stand des NKP: 2012-02-08 Name: ŠKOLA            |
| BW   | Datei hochladen | Gedenktafel(sk) ObjektID: 402-1627/0                          | Štiavnická cesta 1 Standort KG: Pukanec Konskr.Nr.: 97   | Kupčok Samuel;1850-1914,botanik,uč        | Botaniker Samuel Kupčok                 | č. NKP: 402-1627/0 Stand des NKP: 2012-02-08 Name: TABUĽA PAMÄTNÁ   |
| BW   | Datei hochladen | Handwerkerhaus(sk) ObjektID: 402-2074/0                       | Štiavnická cesta 36 Standort KG: Pukanec Konskr.Nr.: 187 | kameň,tehla nepálená;Hrnčiarska dielňa    | Stein, ungebrannte Ziegel; Töpferei     | č. NKP: 402-2074/0 Stand des NKP: 2012-02-08 Name: DOM REMESELNÍCKY |
| BW   | Datei hochladen | Gebäude in regionaltypischem Baustil(sk) ObjektID: 402-2502/0 | Viničná cesta 4 Standort KG: Pukanec Konskr.Nr.: 232     | kameň;                                    | Stein                                   | č. NKP: 402-2502/0 Stand des NKP: 2012-02-08 Name: DOM ĽUDOVÝ       |

## Legende
Die Tabelle enthält im Einzelnen folgende Informationen:
| Foto:                    | Fotografie des Denkmals. |
| Denkmal / č. ÚZPF:       | Die Übersetzung der Bezeichnung des Denkmals, wie sie vom Slowakischen Denkmalamt (Pamiatkový úrad Slovenskej republiky) verwendet wird. Die Originalbezeichnung ist unter dem Fragezeichen angegeben. Fehlt die Übersetzung, so wird die Originalbezeichnung direkt angezeigt. Weiters ist die Objekt-Identifikationsnummer (Objekt ID) angeführt. Sie ist die offizielle, in der Slowakei eindeutige Nummer č. ÚZPF inklusive der zugehörigen Zählnummer, wie sie in den Daten des Denkmalamtes angegeben wird. Da diese nur innerhalb eines Landkreises gezählt wird, ist dessen Nummer der Denkmalnummer vorangestellt. |
| Standort:                | Wenn in der Liste vorhanden, ist die Adresse angegeben. In Klammern kann sich noch eine zusätzliche Adresse befinden, wenn es beispielsweise ein Eckhaus ist. Bei freistehenden Objekten ohne Adresse (zum Beispiel bei Bildstöcken) ist eine Adresse angegeben, die in der Nähe des Objekts liegt. Durch Aufruf des Links Standort wird die Lage des Denkmals in verschiedenen Kartenprojekten angezeigt. Darunter sind die Katastralgemeinde (KG) und, wenn vorhanden, die Konskriptionsnummer (Konskr. Nr.) angegeben.                                                                                                   |
| Offizielle Beschreibung: | Es ist die Kurzbeschreibung auf Slowakisch, wie sie in den offiziellen Listen angegeben ist, eingetragen. |
| Beschreibung:            | Kurze Angaben zum Denkmal auf Deutsch. |
| Metadaten:               | Zusätzlich werden, wenn in den persönlichen Einstellungen das Helferlein Dauerhaftes Einblenden von Metadaten aktiviert ist, ebensolche angezeigt. |

- Karte mit allen Koordinaten:
- OSM |
- WikiMap